# Patricia May
Patricia May Urzúa es una antropóloga chilena que se tituló de dicha profesión en la Universidad de Chile, en 1979. Ha participado de columnista en la revista El Sábado de El Mercurio. En 2001 fue considerada como «una de las mujeres destacadas por su aporte desde las ciencias sociales al desarrollo social» en Chile, distinción otorgada por el gobierno de dicho país. De 2004 a 2006 fue elegida entre «las 100 mujeres líderes en Chile», por parte de la organización Mujeres Empresarias. El 18 de julio de 2007 recibió el Premio a la Coherencia, entregado por la Fundación Laura Rodríguez, reconociendo en May un «modelo cuyos valores enriquecen el quehacer político y social de Chile».
Tiene una estrecha colaboración con la Fundación Espato y es muy activa en YouTube.

## Obra
De acuerdo a la síntesis vertida por la revista Mundo Nuevo, el trabajo de Patricia May ha estado «centrado en la reflexión sobre la evolución, el sentido de la vida y las tradiciones espirituales de distintas culturas». May ha comentado acerca del análisis que ha llevado a cabo respecto a «la cultura y estilo de vida del mundo post-moderno».
Cronología de publicaciones
| Año  | Título                                        | Editorial           | ISBN               |
| 2001 | «Todos los reinos palpitan en ti»             | Editorial Grijalbo  | ISBN 9789562581196 |
| 2003 | «Nuevos pensamientos, nuevos mundos»          | El Mercurio-Aguilar | ISBN 9789562392594 |
| 2006 | «Vivir conscientes»                           | El Mercurio-Aguilar | ISBN 9789562394253 |
| 2007 | «De la cultura del ego a la cultura del alma» | Serpa Consultores   | ISBN 9789563109337 |